# 富岡車両基地
富岡車両基地（ふこうしゃりょうきち、繁体字中国語: 臺鐵富岡車輛基地、略称富岡基地、英語: Fugang Vehicle Depot）または富岡機廠（ふこうきしょう）は台湾桃園市楊梅区にある台湾鉄路管理局（台鉄）の車両工場と車両基地。
台北市信義区でかつて車両検修作業を行っていた台北機廠および新竹市で検車区兼車庫として稼働していた新竹機務段の移転先として2013年1月に開設された。台北市のほうを「台北機廠松山旧廠」、本基地を「台北機廠富岡新廠」という場合もある。台北機廠の名称については2022年6月より正式に「富岡機廠」へ改称された。

## 概要
2005年9月7日に行政院で計画案が通過、2009年、台湾鉄路管理局（以下台鉄）は鉄道工場である台北機廠および併設の北区供応廠、そして通勤電車の車両区で新竹駅周辺にある新竹機務段の移転集約先として、当地（当時は桃園県楊梅市）に総面積52haのアジア最大級の車両基地を新設する総経費133億台湾ドルの事業化を決定した。2010年7月22日には北湖駅および駅から基地への分岐線（北湖口進廠線）を起工。老朽化した建物、古い機材と手狭な敷地だった台北機廠と比べて大幅な自動化、省人化、電脳化で作業環境の効率化、安全性向上、近代化も果たされ、太陽光発電、風力発電も備えた親環境の基地となっている。
基地は4つのエリアに大別される。
- 台北機廠区：三・四級検修（周期が年単位の重検査など）
  - 北区供応廠場区：資材工場
- 新竹機務段場区：一・二級検修（周期が数日、数ヶ月単位の通常検査点検）
- 自然生態園区：治水と灌漑用の溜め池を備える緑地帯は総面積の30%を占める。
  - 鉄道文化園区：造成中[8]。

2013年1月10日、第1期として車両工場部分が供用された。構内の信号システムなどは台湾京三製作所が受注している。
2014年末には台北機廠部分の移転が完了、同時に観光スポットとしての周辺整備事業も進行している。
また、台鉄捷運化に伴い南方に通勤駅の北湖駅が、基地付近にも新富駅（当初は当基地職員乗降用に「富岡基地駅」として開業、2017年9月6日に旅客駅となる）が設置されている。
2018年4月20日、新竹駅にあった新竹機務段本段が当地へ移転し、旧本段は南新竹機務分駐所となった。

### 配属
新竹機務段#配属を参照。

## 逸話

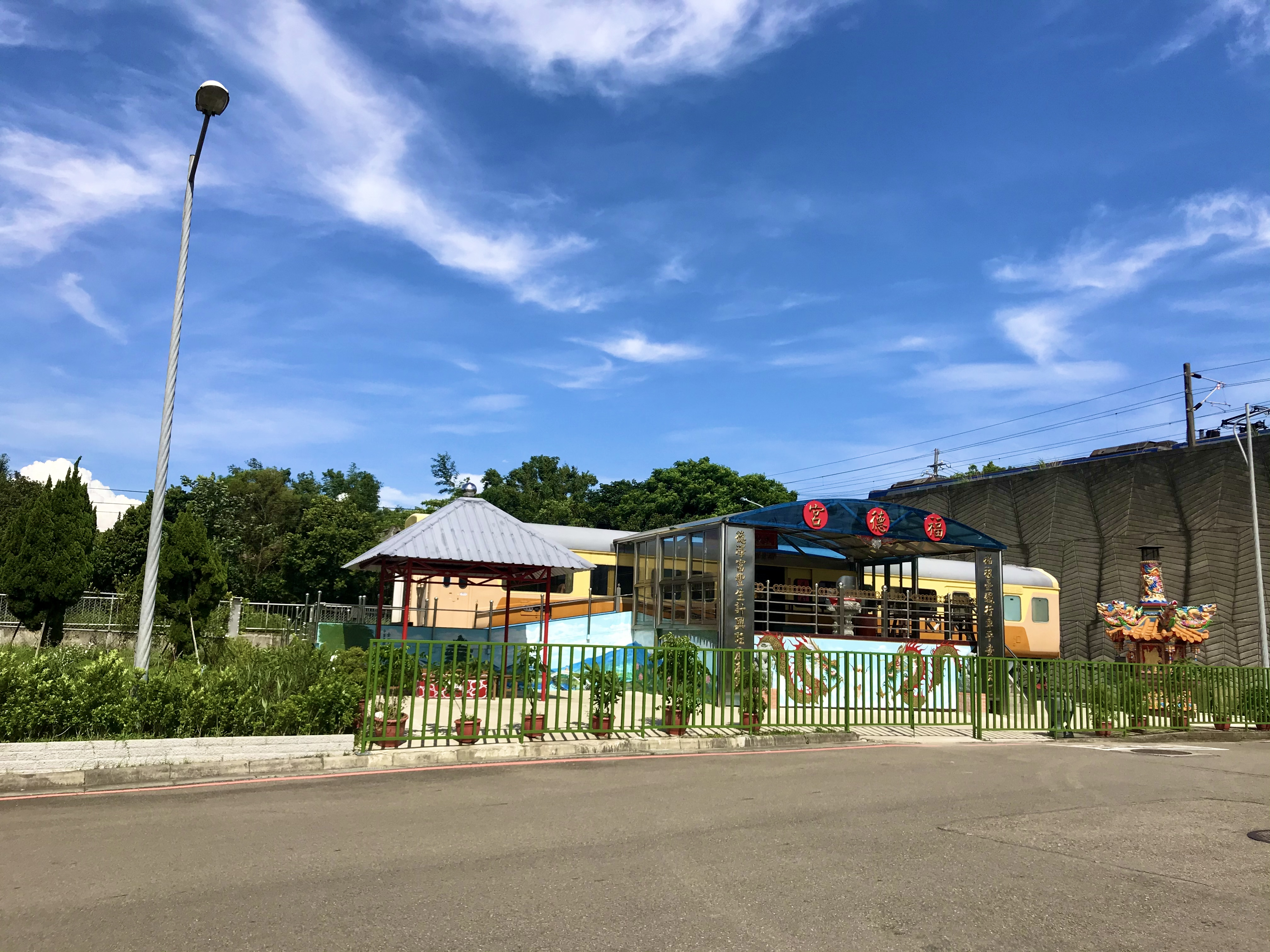
土地公廟となったET115車両

基地周辺の一帯（富岡里、富豊里）は客家人が信仰する「大伯公」（中国の民間信仰、別名福徳正神とも。沖縄では土帝君の名称で定着）の土地公廟があり、丘陵地帯（伯公岡台地）だったことから旧地名が「伯公崗/伯公岡」と呼ばれていた。
車両基地開設前の計画用地にも付近住民約200世帯が祀る中国神話の太上老君、魯班(巧聖仙師)（古代中国の名匠）、土地廟に祀られる民間信仰の土地神の神体像と廟（土地公廟）があった。神体の石像は当地の職人が造ったもので、取り壊しを懸念した住民たちの反発があったが、台鉄との協議で付近の鉄工所が所有する空き地に仮移転し、基地完成後は元の場所に戻すという協定が結ばれた。
2013年に基地が稼働してからも設計に起因する問題が多発しただけでなく、廟への動線が良くないと職人から不満を訴えられた。開設半年足らずの6月には検修のためクレーンでジャッキアップ作業中のEMU500型電車が1メートルの高さから落下する事故も発生した。（台鉄によるとこの事故はクレーン製造メーカーの設計不良だとしている。。）
労組の台鉄工会にも不安が広がり、局に対して抗議活動を繰り広げた。また立法委員に新基地の年間作業量が台北機廠の6割にとどまっていることを暴露されている。周辺住民たちは基地にまつわる不運が相次ぐことを土地公廟の移転と絡めて祟りだと噂するようになり、早期に元の場所に戻すよう抗議した。
台鉄側も法会を行って土地公の怒りを鎮めることにしたほか、新たに基地用の安全祈願のシンボルを求めることにした。2017年8月1日深夜に台湾鉄路管理局EMU100型電車の中間車1両（ET115）が台北機廠からトレーラーで搬出、当基地に運送された。重大事故歴もなく、状態も良好だったことから選定されたとされている。搬入されたET115型は車内に土地神の石像を祀ったうえで、安全祈願の象徴として基地内に安置する方針が2017年末に公表され、2018年に内装改造に着手。土地公廟は2019年10月24日に開廟した。
台北駅や七堵駅などで台鉄の土地公廟は既にあるが、鉄道車両自体がこうした神仏の安置場所に選ばれるのは台湾で初となる。